# San Pedro Teutila
San Pedro Teutila är en kommun i Mexiko.   Den ligger i delstaten Oaxaca, i den sydöstra delen av landet, 300 km sydost om huvudstaden Mexico City.
Följande samhällen finns i San Pedro Teutila:
- Santo Domingo del Río
- El Faro
- Guerrero
- Lázaro Cárdenas
- Colonia los Pinos